# Бучина (Нижньосілезьке воєводство)
Бучина (пол. Buczyna, нім. Buchendamm; until 1937: Buchwald) — село в Польщі, у гміні Радваниці Польковицького повіту Нижньосілезького воєводства.
Населення — 498 осіб (2011).
У 1975-1998 роках село належало до Легницького воєводства.

## Демографія
Демографічна структура станом на 31 березня 2011 року:
|          | Загалом | Допрацездатний вік | Працездатний вік | Постпрацездатний вік |
| -------- | ------- | ------------------ | ---------------- | -------------------- |
| Чоловіки | 258     | 51                 | 180              | 27                   |
| Жінки    | 240     | 54                 | 145              | 41                   |
| Разом    | 498     | 105                | 325              | 68                   |